# イングランドのディストリクト
ディストリクト（districts）は、イングランドの行政区画の4階層のうち下から2番目のものである。イングランドの大都市バラ36、ロンドン特別区32、非都市ディストリクト181、単一自治体58の合計309自治体によって構成されている。シティ・オブ・ロンドンやシリー諸島もディストリクトと呼ばれているが、この記事におけるディストリクトとは違う分類がされている。シティ、バラ、ロイヤル・バラのいずれかのステータスを持つが、これは儀礼上のもので行政的には違いがない。全てのバラとシティは市長を有するがこれは形式的なもので、実際には選挙で選ばれたカウンシルが行政権を有する。

## 歴史
1890年代にディストリクトが設立される前、イングランドの基本的な地方行政単位はイギリス国教会が管理する小教区（パリッシュ）であり、世俗と宗教の両方を管轄していた。この小教区は荘園制度の名残りであり、歴史的にはより行為の行政単位である「ハンドレッド」に分類されていた。しかし、これらの政治権力は次第に別の行政単位であるカントリー・タウンに移っていった。1834年からこれらのパリッシュは救貧法によって統合され、国勢調査や公衆衛生の基本単位として利用されるようになった。さらに1894年には地方自治法が施行され、都市ディストリクトと地方ディストリクトが1889年に創設された。また同時にパリッシュ単位の地方自治は別の単位である行政教区へ移された。その後1900年に別の行政改革が行われ、カントリー・オブ・ロンドンに位置する自治体は都市バラに分類されるようになった。
1965年、グレーター・ロンドン設立と同時に32のロンドン特別区も設立され、現在のようなディストリクト構造が生まれた。その後さらに1974年に行政改革が行われ、都市カウンティと非都市カウンティが生まれ、それに対応してイングランドの大都市バラと非都市ディストリクトが生まれた。
1986年にはロンドン特別区と都市ディストリクトの地位が変更され、グレーター・ロンドン・カウンシルが廃止された。しかしその後再び同様の組織が設立され、2000年からグレーター・ロンドン・オーソリティーがその地位を得ている。

## 大都市バラ
イングランドの大都市バラは都市カウンティの下に位置する自治体であり、単一自治体とよく似た権限を持つ。

## 非都市ディストリクト
非都市ディストリクト（別名：シャイア・ディストリクト）は、非都市カウンティの下に位置する自治体である。その人口は少ないもので約2万5千人、多いものでは約20万人にもなる。この2層構造においてカウンティは教育・社会福祉・道路整備を担当し、ディストリクトはごみ収集や住宅供給、地区計画などを担当する。一時期には296もの非都市ディストリクトが存在したが、のちに整理されて現在は192になっている。

## 単一自治体
単一自治体は、通常はカウンティとディストリクトが分担する全ての地方サービスを自ら提供する権限を有する。1990年代半ばに創設され、大きな町や市を有する非都市ディストリクトが昇格する形となった。また小規模なカウンティ（ラトランド、ヘレフォードシャー、ワイト島）も単一自治体とされた。2020年に1自治体が追加され、現在は57自治体が単一自治体として存在する。

## ロンドン特別区
ロンドン特別区はグレーター・ロンドン内に位置する自治体であり、1965年に設立された。設立からおよそ20年間はグレーター・ロンドン・カウンシルとの2層構造を有していたが、1986年に同カウンシルが廃止されたため単一自治体と同様の権限を持つようになった。しかしその後再び2000年にグレーター・ロンドン・オーソリティーが設立したため、再び2層構造を有するようになった。
ロンドン特別区では、学校・図書館の運営やゴミの収集などを行なっている。